# Nipsey Hussle
Ermias Joseph Asghedom (ur. 15 sierpnia 1985 w Los Angeles, zm. 31 marca 2019 w Los Angeles), znany zawodowo jako Nipsey Hussle (często stylizowane na Nipsey Hu$$le) – amerykański raper, aktywista i przedsiębiorca. 

## Kariera
W połowie 2000 roku, Hussle niezależnie wydał swój pierwszy mixtape, Slauson Boy Volume 1, mixtape doprowadził do podpisania kontraktu z Cinematic Music Group i Epic Records.
Hussle stał się znany ze swoich licznych mixtape'ów, w tym Bullets Ain't Got No Name, The Marathon, The Marathon Continues i Crenshaw. Po dużym opóźnieniu jego debiutancki album studyjny Victory Lap został wydany w 2018 roku, album spotkał się z uznaniem krytyków i sukcesem komercyjnym oraz był nominowany do najlepszego albumu rapowego na 61. ceremonii rozdania nagród Grammy w 2019 r. Otrzymał dwie pośmiertne nagrody Grammy za piosenki „Racks in the Middle” i „Higher” w kategoriach, odpowiednio, Best Rap Performance i Best Rap / Sung Performance, na 62. ceremonii rozdania nagród Grammy.

## Inne działalności
Znany był również ze swojej przedsiębiorczości, Hussle założył w 2017 roku sklep Marathon Clothing.

## Śmierć
31 marca 2019 roku Hussle został śmiertelnie postrzelony przed swoim sklepem Marathon Clothing w południowym Los Angeles.